# Luéyi Dovy
Luéyi Dovy (* 10. November 1975 in Marseille) ist ein ehemaliger französischer Sprinter.

## Sportliche Erfolge
Gemeinsam mit Ladji Doucouré, Ronald Pognon und Eddy de Lépine gewann er in 38,08 Sekunden die Goldmedaille in der 4-mal-100-Meter-Staffel bei den Weltmeisterschaften 2005 in Helsinki.
Zudem wurde Dovy französischer Landesmeister 2007 im 100-Meter-Lauf sowie 2004 im 60-Meter-Lauf.
Bei den Mittelmeerspielen 2005 in Almería konnte er sich ebenfalls im 100-Meter-Lauf den Titel sichern.
2006 wurde er mit 12 mg des Dopingmittels Somatropin festgenommen, wofür ihn 2007 ein französisches Gericht wegen Erwerbs, Transports und des Besitzes von verbotenen Substanzen zu einer Geldstrafe von 500 Euro verurteilte.

## Bestzeiten
- 60-Meter-Lauf (Halle) – 6,66 s (2002)
- 100-Meter-Lauf – 10,24 s (2005)
- 200-Meter-Lauf – 20,68 s

## Sonstiges
Bei einer Körpergröße von 1,73 m beträgt sein Wettkampfgewicht 65 kg.